# Vladimír Remeš
Vladimír Remeš (14. února 1932 Radhošť – 26. srpna 2021) byl český publicista a kritik fotografie. Je autorem nebo spoluautorem řady publikací z oboru dějin fotografie.

## Životopis
Vystudoval obor filmová a televizní věda na FAMU. Pokračoval zde v postgraduálním studiu se zaměřením na estetiku a uměleckou kritiku. Od roku 1952 pracoval jako časopisecký redaktor, dále v muzejnictví a jako osvětový pracovník v Plzni. Poté pracoval jako dramaturg filmového studia Barrandov, v Československém rozhlase jako vedoucí dramaturg literární redakce a scenárista. Později se věnoval dějinám fotografie.
Jeho manželkou byla Daniela Mrázková, se kterou sestavil více než dvacet fotografických publikací.

## Publikace
- Jan Byrtus, Ostrava: Profil, 1982
- Miroslav Hucek, Praha: Odeon, 1987
- Sto let aktu (1839-1939), Praha: Delta, 1990
- Jiří Škoch, České Budějovice: FOTO MIDA, 1993

### S Danielou Mrázkovou
- Fotografovali válku – sovětská válečná reportáž 1941–45. Praha: Odeon, 1975
- Josef Sudek, Lipsko: VEB Fotokinoverlag, 1982
- Tschechoslowakische Fotografen 1900-1940, Lipsko: Fotokinoverlag, 1983
- Jaromír Funke: Fotograf und Theoretiker der modernen tschechoslowakishcen Fotografie, Leipzig: Fotokinoverlag, 1986
- Another Russia through the eyes of the new Soviet photographers, Londýn: Thames and Hudson, 1986
- Jakou barvu má domov: česká a slovenská krajina očima fotografů v proměnách století, Praha: Mladá fronta, 1988
- Cesty československé fotografie: vyprávění o historii československé fotografie prostřednictvím životních a tvůrčích osudů vybraných osobností a mezních vývojových okamžiků, Praha: Mladá fronta, 1989
- My Lithuania / Texts and Photographs by Aleksandras Macijauskas, New York: Thames and Hudson, 1991
- A hudba hraje-: Josef Sudek očima fotografů, Praha: Společnost přátel fotografie, 1996
- Paměť: léta války 1939-1945 = Memory: the years of war 1939-1945, [Praha?]: Czech Photo, 2005
- Fotostrojka: sovětská fotografie 1917-1941, Praha: Agite, 2006